# Labuty
Labuty (en allemand : Labud) est une commune du district de Hodonín, dans la région de Moravie-du-Sud, en République tchèque. Sa population s'élevait à 175 habitants en 2020.

## Géographie
Labuty se trouve à 8 km au nord-est de Kyjov, à 23 km au nord-nord-est de Hodonín, à 48 km au sud-est de Brno et à 231 km au sud-est de Prague.
La commune est limitée par Vřesovice au nord, par Osvětimany à l'est et par Skalka au sud et à l'ouest.

## Histoire
La première mention écrite de la localité date de 1351.